# Se mi lasci non vale (programma televisivo)
Se mi lasci non vale è stato un programma televisivo italiano di genere reality show, andato in onda in prima serata su Rai 2 dal 21 ottobre al 5 novembre 2024 con la conduzione di Luca Barbareschi. In seguito agli ascolti deludenti, la Rai ha deciso di chiudere il reality in anticipo dopo sole tre puntate.

## Il programma
Il programma, realizzato da Verve Media Company con la direzione intrattenimento prime time della Rai, era nato come esperimento sociale in cui veniva raccontato un percorso di sei coppie in cui tutti possono rispecchiarsi, in stile docu-reality. Il reality si svolgeva in una villa alle porte di Roma dove sono state accolte le coppie che hanno trascorso quattro settimane riprese dalle telecamere 24 ore su 24 e al termine di esso ognuno doveva decidere se uscire insieme all'altra o da soli.

## Edizioni
| Edizione | Anno | Conduzione       | Periodo         | Periodo         | Puntate | Coppie | Regia            |
| Edizione | Anno | Conduzione       | Inizio          | Fine            | Puntate | Coppie | Regia            |
| -------- | ---- | ---------------- | --------------- | --------------- | ------- | ------ | ---------------- |
| 1ª       | 2024 | Luca Barbareschi | 21 ottobre 2024 | 5 novembre 2024 | 3       | 6      | Matteo Bergamini |

## Puntate e ascolti

### Prima edizione (2024)
La prima edizione di Se mi lasci non vale è andata in onda in prima serata su Rai 2 dal 21 ottobre al 5 novembre 2024 per tre puntate con la conduzione di Luca Barbareschi e sei coppie partecipanti. Inizialmente erano previste in tutto cinque puntate, ma visti i bassi ascolti ottenuti, è stato deciso di chiudere il programma dopo sole tre puntate, la cui ultima puntata è stata più lunga delle precedenti in modo da consentire la chiusura anticipata del programma.
Coppie
| Coppia | Coppia        | Età     | Luogo di provenienza |
| n°     | Partecipanti  | Età     | Luogo di provenienza |
| ------ | ------------- | ------- | -------------------- |
| 1      | Alessandro    | 31 anni | Udine                |
| 1      | Clarisse      | 29 anni | Burkina Faso         |
| 2      | Andrea        | 41 anni | Marche               |
| 2      | Federica      | 35 anni | Marche               |
| 3      | Alessandro A. | 28 anni | Bari                 |
| 3      | Floriana      | 25 anni | Bari                 |
| 4      | Giulia        | 33 anni | Roma                 |
| 4      | Mirko         | 38 anni | Roma                 |
| 5      | Andrea        | 29 anni | Calabria             |
| 5      | Michela       | 27 anni | Calabria             |
| 6      | Aneta         | 28 anni | Moldava              |
| 6      | Daniel        | 32 anni | Roma                 |

Attori infiltrati
- Carlotta e Diego

Coach
- Charlotte Soul
- Eva Sykora
- Luana Di Pietro

Ascolti
| Puntata | Messa in onda   | Ascolti             | Ascolti  | Ascolti |
| Puntata | Messa in onda   | Telespettatori      | Share    | Fonte   |
| ------- | --------------- | ------------------- | -------- | ------- |
| 1       | 21 ottobre 2024 | 321 000             | 1,82%    | [ 14 ]  |
| 2       | 29 ottobre 2024 | 293 000             | 1,96%    | [ 15 ]  |
| 3       | 5 novembre 2024 | L'attesa            | L'attesa | [ 16 ]  |
| 3       | 5 novembre 2024 | 191 000             | 1,20%    | [ 16 ]  |
| 3       | 5 novembre 2024 | La decisione finale |          | [ 16 ]  |
| 3       | 5 novembre 2024 | 114 000             | 1,93%    | [ 16 ]  |
| 3       | 5 novembre 2024 | Totale              |          | [ 16 ]  |
| 3       | 5 novembre 2024 | 152 000             | 1,57%    | [ 16 ]  |
| Media   | Media           | 255 000             | 1,78%    |         |

## Audience
| Edizione | Rete televisiva | Anno | Stagione | Programmazione | Programmazione | Programmazione | Programmazione | Programmazione | Programmazione | Programmazione | Collocazione | Media auditel  | Media auditel | Premiere       | Premiere | Finale         | Finale |
| Edizione | Rete televisiva | Anno | Stagione | L              | M              | M              | G              | V              | S              | D              | Collocazione | Telespettatori | Share         | Telespettatori | Share    | Telespettatori | Share  |
| -------- | --------------- | ---- | -------- | -------------- | -------------- | -------------- | -------------- | -------------- | -------------- | -------------- | ------------ | -------------- | ------------- | -------------- | -------- | -------------- | ------ |
| 1ª       | Rai 2           | 2024 | autunno  |                |                |                |                |                |                |                | Prima serata | 255 000        | 1,78%         | 321 000        | 1,82%    | 152 000        | 1,57%  |

## Sigla
La sigla del programma è la canzone omonima del cantante spagnolo Julio Iglesias.